# Venera-D
Venera-D (en russe Венера-Д) est un projet de mission spatiale russe à destination de Vénus, qui doit être lancée vers 2029. Selon le scénario en vigueur en 2021, elle comprendra un orbiteur, une sonde atmosphérique et un petit module conçu pour survivre deux mois à la surface de la planète. Le projet, initialisé en 2004, est handicapé par des problèmes de financement et de perte d'expertise qui ont entrainé son report à plusieurs reprises. Début 2021, le projet est toujours dans une phase de conception préliminaire. Si ces obstacles étaient levés, ce serait la première mission russe à destination de Vénus depuis l'éclatement de l'Union des républiques socialistes soviétiques. Elle prendrait la suite des sondes vénusiennes soviétiques des programmes soviétiques Venera (1961-1983) et Vega (1984-1985).

## Contexte

### Un programme soviétique puis russe d'exploration de Vénus à l'arrêt
L'exploration de Vénus constitue un des points forts du programme spatial de l'Union soviétique au cours des décennies 1970 et 1980. Les missions des programmes Venera (1961-1983) et Vega (1984-1985) sont à l'origine de nombreuses premières. Les scientifiques et ingénieurs soviétiques acquièrent à cette époque une expertise unique. Mais le fort ralentissement économique du pays dans les années 1980, l'éclatement de l'Union soviétique en 1989, la désorganisation du pays qui suit le changement de régime politique puis la crise financière des années 1990 entraine un arrêt total du programme spatial d'exploration du système dont la Russie a hérité. Ce n'est qu'au début des années 2000, à la suite de l'embellie qui suit le redressement économique du pays, que les responsables russes reprennent les investissements dans le programme spatial. 

### Une planète délaissée par les agences spatiales
Vénus ne fait pas partie des priorités des puissances spatiales capables d'explorer le système solaire. Les dernières missions dédiées de la NASA remontent aux deux Pioneer Venus lancées en 1978, à savoir l'orbiteur Pioneer Venus Orbiter et les sondes atmosphériques Pioneer Venus Multiprobe, puis à l'orbiteur Magellan en 1989 équipé d'un radar. L'Agence spatiale européenne et le Japon lancent respectivement Venus Express en 2005 et Akatsuki en 2010, deux orbiteurs aux capacités modestes.

## Historique

### Lancement du projet
L'origine de la mission Venera-D remonte à 2003 : à l'époque, l'institut de recherche spatiale russe IKI formule les besoins scientifiques pour le programme spatial de la Russie 2006-2015 qui doit marquer la renaissance de l'astronautique russe après sa longue éclipse. Le principal objectif de la future mission à destination de Vénus, baptisée Venera-D, est d'allonger la durée de survie de l'atterrisseur qui était de l'ordre d'une heure dans les missions des programmes soviétiques Venera/Vega. En mai 2005, la durée de vie souhaitée est fixée à 30 jours. Prenant en compte les attentes de l'IKI, le gouvernement russe intègre en octobre 2005 la mission dans le budget spatial 2006-2015. En 2006, Venera-D bénéficie officiellement de la plus haute priorité. Mais les fonds disponibles ne permettent pas d'envisager un lancement avant 2016-2018. En 2007-2009, le budget alloué ne permet de réaliser qu'une étude de définition. À la même époque, des discussions sont engagées avec l'Agence spatiale européenne : dans le cadre d'un programme de coopération, celle-ci fournirait certains des composants (ballons, orbiteur, petits atterrisseurs). La sonde spatiale doit être lancée par une fusée Soyouz décollant de Kourou. En 2008, l'IKI produit un rapport définissant les objectifs scientifiques et les instruments qui doivent être embarqués sur l'orbiteur et l'atterrisseur pour y répondre. L'IKI plaide pour une mission de longue durée aussi bien en orbite qu'au sol,.

### Tentative de coopération internationale
L'IKI réunit à Moscou fin septembre 2009 une conférence avec ses partenaires internationaux pour faire avancer le projet avec l'ambition d'en faire un événement annuel. Les perspectives budgétaires semblent s'améliorer et l'institut envisage désormais une sonde spatiale deux fois plus lourde (2200 kg à l'arrivée en orbite de Vénus au lieu de 1080 kg). Pour lancer cette masse accrue, on étudie le recours aux lanceurs lourds Proton et Angara. La sonde spatiale doit emporte des ballons, des petits atterrisseurs en sus de l'atterrisseur principal ainsi qu'un aérobot. La construction d'une installation de test reproduisant l'environnement vénusien doit être entreprise car celle utilisée pour les missions Vega n'est plus opérationnelle. 

### Un projet revu à la baisse et dé-priorisé
Début 2011, le projet entre dans la phase de conception (phase A). Les ambitions de la mission sont revues à la baisse : Venera-D ne comprend plus qu'un orbiteur, un atterrisseur et un petit satellite qui doit étudier le plasma qui entoure la planète. L'emport de ballons, aérobots et petits atterrisseurs est repoussé à des missions ultérieures. Au début des années 2010, le projet Venera-D est en concurrence avec les autres missions d'exploration du système solaire : Mars-NET qui doit succéder à Phobos-Grunt en 2011, Luna-Resurs dont le lancement est prévu en 2013 et Luna-Glob qui est programmé en 2014. De manière générale durant la décennie 2010, les missions à destination de Vénus ont du mal à convaincre les responsables car toutes les propositions de missions à destination de cette planète étudiées par la NASA et l'Agence spatiale européenne échouent en phase de sélection.

### Impact de l'échec de Phobos-Grunt (2011)
À la suite de la perte en novembre 2011 de la sonde spatiale russe Phobos-Grunt immédiatement après son lancement, tous les projets russes d'exploration planétaire sont repoussés. Pour Venera-D, dont la date de lancement était prévue en 2017, l'agence de presse officielle évoque désormais 2024. En aout 2012, la mission est officiellement planifiée en 2026 après le lancement de plusieurs autres sondes spatiales dont celle devant ramener un échantillon du sol de Mars.
En 2013, l'institut russe IKI prend contact avec la NASA pour développer Venera-D dans le cadre d'une coopération avec les américains. Une équipe russo-américaine chargée de définir les objectifs scientifiques et définir une architecture technique ainsi que les caractéristiques des instruments est constituée. Elle comprend d'une part des scientifiques de l'IKI, de l'Institut Vernadsky et de centres de recherche universitaires américains (Universités de Buffalo, Chicago, Wisconsin, Southwest Research Institute) et d'autre part des ingénieurs de Lavotchkine/NPO (constructeur traditionnel des sondes spatiales russes notamment des Venera/Vega) et d'établissements de la NASA (JPL, Glenn). L'annexion de la Crimée par la Russie en mars 2014 entraine l'arrêt des travaux. Ceux-ci reprennent néanmoins en aout 2015 et deux rapports définissant les objectifs et les caractéristiques de la mission sont produits dont le dernier en janvier 2019,.

### Relance du projet en 2020?
En 2020, des chercheurs anglais et américains annoncent avoir observé des molécules de phosphine dans l'atmosphère de Vénus, indice possible d'une activité biologique. À la suite de cette découverte très controversée, les responsables du programme spatial russe réaffirment leur intention de lancer une série de missions vers Vénus. Selon le calendrier officialisé à l'automne 2020, Venera-D est désormais programmé en 2029 et doit être suivi par deux autres missions dont le lancement doit avoir lieu en 2031 et 2034. Le projet Venera-D comprend désormais un orbiteur, une sonde atmosphérique et un petit engin (LLISSE) conçu par la NASA pour survivre au moins 60 jours à la surface du sol vénusien. Une phase de conception de deux ans est annoncée en mars 2021 par le responsable d'IKI reflétant l'absence de véritable engagement financier de la part de l'agence spatiale russe.

### Fin de la coopération avec la NASA (mars 2022)
À la suite de l'invasion de l'Ukraine par la Russie en février 2022, les relations entre les pays occidentaux et la Russie se tendent fortement. L'agence spatiale Roscosmos décide de mettre fin à la coopération avec la NASA sur le projet.

## Architecture de la mission
L'architecture de la mission a évolué à de nombreuses reprises depuis les premiers développements du projet.

### Version de 2009
La sonde spatiale comprend :
- un orbiteur de 600 kg avec une charge utile de 50  à   60 kg qui sera placé en orbite autour de Vénus. La durée opérationnelle de l'orbiteur est de 2 ans ;
- deux ballons de 150 kg chacun et d'une durée de vie de 8 jours qui seront positionnés à des étages différents de l'atmosphère vénusienne avec une charge utile de 5  à   15 kg et pour l'un d'entre eux, 4 mini-sondes de 2 kg qui seront larguées en cours de vol ;
- un atterrisseur de 150  à   170 kg comprenant 20  à   25 kg de charge utile et dont la durée de vie est de 1 heure après avoir touché le sol.

Les instruments embarqués sur Venera-D doivent notamment permettre d'étudier la température et les vents dans la couche atmosphérique moyenne, la nature, la composition et les propriétés optiques des nuages, la température de la surface, l'activité volcanique, la composition chimique de l'atmosphère et celle du sol. 
Les instruments embarqués comprennent :
- dans l'orbiteur, un spectromètre de Fourier, un spectromètre ultraviolet, une caméra grand angle, un radiomètre, un ensemble d'instruments permettant d'étudier le plasma ;
- dans les ballons, une station météorologique, un mini spectromètre de Fourier, une caméra, un radiomètre et un néphélomètre ;
- à bord de l'atterrisseur, un spectromètre de masse neutre, des expériences permettant de déterminer les caractéristiques du sol, un mini spectromètre de Fourier, une caméra, un sismomètre, un radiomètre et un néphélomètre.

La sonde Venera-D pourrait être lancée par une fusée Proton ou éventuellement par une Angara plus puissante.

### Version de 2020
La sonde spatiale Venera-D selon les spécifications d'octobre 2020 a une masse de 4,8 tonnes dont 2,1 tonnes pour l'orbiteur, 2,1 pour le module de descente qui encapsule la sonde atmosphérique d'une masse de 600/800 kilogrammes. Les ballons ne sont plus évoqués, par contre le module de descente comprend un module LLISSE (Long Lived In-Situ Solar System Explorer) fourni par la NASA qui, selon le cahier des charges rédigé conjointement par l'IKI et la NASA, doit survivre à la surface de Vénus durant 60 jours et disposer d'une station météorologique et d'instruments permettant de mesurer la composition de l'atmosphère,.

### Instruments scientifiques
Selon le cahier des charges défini en janvier 2019, les instruments embarqués seraient les suivants : 
- Orbiteur[8]
  - Spectromètre à transformation de Fourier PFS-VD (5 à 45 micromètres) et l'imageur infrarouge (8 à 12 micromètres) pour déterminer la structure des nuages de la couche atmosphérique supérieure
  - Radiomètre MM fonctionnant en bande Ka, V et W
  - Spectromètre imageur VENIS comprenant une caméra fonctionnant dans l'infrarouge court (2 micromètres) pour l'analyse du rayonnement en provenance des nuages de la couche inférieure
  - Spectromètre ultraviolet (190-190 nanomètres)
  - Caméra VMC
  - Spectromètre imageur ultraviolet et infrarouge VEM
  - Spectromètre imageur ultraviolet
  - Occultation radio
  - Spectromètre hétérodyne à haute résolution infrarouge  IVOLGA
  - Spectromètre à occultation Soleil/étoile SSOE
  - Instrument de mesure des ondes électromagnétiques Groza-SAS2-DFM-D
  - Suite instruments de mesure du plasma
- Sonde atmosphérique (survie en surface de quelques heures)[9]
  - Spectromètre MTDL mesurant la composition chimique durant la descente et après l'atterrissage
  - Suite d'instruments TPW mesurant la température, la pression, la vitesse et la direction du vent depuis l'altitude de 120 kilomètres jusqu'à la surface.
  - Instrument CAP mesurant la composition chimique de l'atmosphère et en surface des échantillons de roche
  - Caméras panoramiques fonctionnant durant la descente et en surface
  - Spectromètre XRD/XRF déterminant la composition élémentaire et minéralogique des minéraux en surface
  - Spectromètre gamma AGNESSA déterminant la composition élémentaire de la surface et la proportion des isotopes radioactifs du potassium, de l'uranium et du thorium
  - Spectromètre Mössbauer : composition minérales des rocjes contenant du fer
  - LIDAR et Ramen-LIDAR : profils verticaux et composition chimique des aérosols et gaz polyatomiques de l'atmosphère de Vénus au-dessus et en dessous des nuages.
  - Radiomètre multi spectra VERBA pour mesurer les flux d'énergie verticaux et les profils verticaux de la vapeur d'eau et des autres éléments absorbants.
  - Instrument Groza-SAS2-D de mesure des champs électromagnétiques , de l'activité électrique et de la conductivité de l'atmosphère.
- LLISSE (durée de vie à la surface > 60 jours)
  - Mesure de la température, pression, vitesse et direction du vent
  - Mesure de la composition de l'atmosphère à proximité de la surface
  - Mesure de la radiance du rayonnement solaire réfléchi